# Kathleen McGahey
Pour les articles homonymes, voir McGahey.
Kathleen McGahey, née le 5 mars 1960 à Philadelphie, est une joueuse de hockey sur gazon américaine.

## Carrière
Kathleen McGahey fait partie de l'équipe des États-Unis de hockey sur gazon féminin médaillée de bronze aux Jeux olympiques de 1984 à Los Angeles.